# 倉吉藩
倉吉藩（日语：／ Kurayoshi han */?）是日本江戶時代的一個藩。位於伯耆國久米郡，藩廳在倉吉陣屋（今鳥取縣倉吉市），藩主是里見忠義，家格屬於外樣大名。
藩主里見忠義原為安房勝山藩主，因為娶了大久保忠鄰的孫女，在大久保長安貪污事件被揭發後，1614年（慶長19年）的重陽節遭到連座處份，領地被大幅沒收，僅餘因為關原之戰的功勞所加封的常陸國鹿島三萬石，後來又被轉移到伯耆國久米郡倉吉，表面上是平移，實際上倉吉藩只有四千石的石高，再加上大岳院三石一斗八升的寺地。
1622年（元和8年）里見忠義在28歲的壯年病故，死後火葬於大岳院。由於里見忠義的正室無子，江戶幕府不承認側室所生的三個兒子有繼承權，被視同絕嗣，領地被幕府收回，移交給鳥取藩。

## 歷任藩主
1. 里見忠義